# Кипр на летних Олимпийских играх 2000
Кипр принимал участие в Летних Олимпийских играх 2000 года в Сиднее (Австралия), но не завоевал ни одной медали. 

## Состав и результаты олимпийской сборной Кипра

### Плавание
Спортсменов — 2
В следующий раунд на каждой дистанции проходили лучшие спортсмены по времени, независимо от места занятого в своём заплыве.
Мужчины
| Спортсмен          | Соревнование        | Предварительные заплывы | Предварительные заплывы | Полуфиналы | Полуфиналы | Финал     | Финал     |
| Спортсмен          | Соревнование        | Результат               | Место                   | Результат  | Место      | Результат | Место     |
| ------------------ | ------------------- | ----------------------- | ----------------------- | ---------- | ---------- | --------- | --------- |
| Александрос Арести | 200 м вольный стиль | 1:57,54                 | 49                      | Не прошёл  | Не прошёл  | Не прошёл | Не прошёл |

Женщины
| Спортсменка      | Соревнование      | Предварительные заплывы | Предварительные заплывы | Полуфиналы | Полуфиналы | Финал     | Финал     |
| Спортсменка      | Соревнование      | Результат               | Место                   | Результат  | Место      | Результат | Место     |
| ---------------- | ----------------- | ----------------------- | ----------------------- | ---------- | ---------- | --------- | --------- |
| Мария Пападопулу | 100 м баттерфляем | 1:01,64                 | 32                      | Не прошла  | Не прошла  | Не прошла | Не прошла |

### Стрельба
Спортсменов — 1
| Соревнование | Спортсмен         | Квалификация | Квалификация | Финал     | Финал     | Всего | Всего |
| Соревнование | Спортсмен         | Очки         | Место        | Очки      | Место     | Очки  | Место |
| ------------ | ----------------- | ------------ | ------------ | --------- | --------- | ----- | ----- |
| Скит         | Георгиос Ахиллеос | 119          | 23           | Не прошёл | Не прошёл | 119   | 23    |